# 徐松石
徐松石（1900年—1999年），祖籍廣西容縣，1900年在廣東省會廣州出生，為一名牧師、文字工作者及歷史學者，畢業於上海滬江大學，並於十九歲時歸信基督教。於抗日戰爭期間，徐牧師於國內組成第一個基督教文社，向國民宣揚基督教。徐牧師亦爱好历史，並以中英兩種語言，編纂多部民族研究的書籍，提出有關華人開闢美洲大陸、華人為印第安人、愛斯基摩人先祖的假说。
徐牧師著作及翻譯種類繁多，其中包括有《華人發現美洲考》、《禹跡華蹤美洲懷古》、《泰族僮族粤族考》、《基督教與中國文化》等。

## 外部連結
- 呕心沥血见功夫 — 记蜚声中外的历史学家徐松石
- 拓展者—徐松石[永久]
- 教師·牧師·學者徐松石